# Championnats d'Amérique du Nord de patinage artistique 1945
Navigation
Édition précédente Édition suivante
Les 11e championnats d'Amérique du Nord de patinage artistique ont lieu le 5 mars 1945 à New York dans l'État de New York aux États-Unis. C'est la deuxième fois que New York organise les championnats nord-américains après l'édition de 1933.
En raison du Second conflit mondial qui n'est pas terminé en ce début d'année 1945, une seule épreuve y est organisée, celle des Dames. Les précédents championnats prévus en 1943 ont d'ailleurs été annulés.

## Podium
| Épreuve                   | Or                | Argent           | Bronze         |
| ------------------------- | ----------------- | ---------------- | -------------- |
| Dames résultats détaillés | Barbara Ann Scott | Gretchen Merrill | Janette Ahrens |

## Tableau des médailles
| Rang  | Nation     | Or | Argent | Bronze | Total |
| ----- | ---------- | -- | ------ | ------ | ----- |
| 1     | Canada     | 1  | 0      | 0      | 1     |
| 2     | États-Unis | 0  | 1      | 1      | 2     |
| Total | Total      | 1  | 1      | 1      | 3     |

## Détails de la compétition des Dames
| Rang | Nom               | Pays       |
| ---- | ----------------- | ---------- |
| 1    | Barbara Ann Scott | Canada     |
| 2    | Gretchen Merrill  | États-Unis |
| 3    | Janette Ahrens    | États-Unis |
| 4    | Margaret Grant    | États-Unis |
| 5    | Marilyn Ruth Take | Canada     |
| 6    | Gloria Lillico    | Canada     |
| 7    | Nadine Phillips   | Canada     |
| 8    | Madelon Olson     | États-Unis |